# All Night (chanson de Girls' Generation)
Pour les articles homonymes, voir All Night.
Singles de Girls' Generation
Holiday
(2017) Forever 1
(2022)
All Night est une chanson chantée par le groupe sud-coréen Girls' Generation pour leur 6e album studio Holiday Night. La chanson a été publiée en ligne digitalement le 4 août 2017 par SM Entertainment.

## Composition
D'après Tamar Herman de Billboard, All Night possède un ton de nu-disco avec aussi des éléments des années 1980. Jacques Peterson de Idolator décrit cette chanson comme un style "funky nu-disco" qui transforme une fête de nuit en Studio 54".

## Clip vidéo
Une version documentaire a d'abord été mise en ligne le 4 août 2017. On peut y voir des mini-interviews des membres à propos de leurs 10 ans de carrière. À la fin de cette version on peut voir des extraits de vidéos montrant les membres à leur début, ce qui nous montre ce qui est aujourd'hui l'un des plus légendaires groupes de K-pop d'après Tamar Herman.
Une version « clean » (propre) a été mise en ligne le 6 août 2017 dans laquelle il n'y a que la chanson.

## Réception
Jacques Peterson de Idolator a écrit que « même si on n'écoute pas de K-pop, ces deux pistes (All Night et Holiday) sont absolument à écouter pour n'importe quelle playlist d'été ».

## Charts
| Chart (2017)                       | Meilleure position |
| ---------------------------------- | ------------------ |
| Corée du Sud (Gaon)                | 32                 |
| US World Digital Songs (Billboard) | 5                  |

## Lien
Clip de All Night (version documentaire) : https://www.youtube.com/watch?v=HzEJPRqLUZE
Clip de All Night (version normale) : https://www.youtube.com/watch?v=f4w8IbQTJpY